# Poboleda
Poboleda és una vila i municipi de la comarca del Priorat. Està situat al sector nord-est del centre de la comarca, i està totalment envoltat per municipis de la mateixa comarca. La Morera de Montsant l'abraça completament pel nord i per llevant. Porrera en constitueix el límit meridional, i Torroja del Priorat l'occidental. Només té un punt de contacte amb Cornudella de Montsant, al Coll de les Marrades, on es troben els dos termes amb els de Porrera i la Morera de Montsant.

## Etimologia
El nom de Poboleda té el mateix origen que el de Poblet: significa "pollancreda o albereda (bosc de pollancres o àlbers)". Es tracta, doncs, d'un topònim ja romànic, tot i que es basa en el nom de l'arbre, d'origen llatí: populetum. Apareix documentat ja des del segle xii.

## Geografia
- Llista de topònims de Poboleda (Orografia: muntanyes, serres, collades, indrets..; hidrografia: rius, fonts...; edificis: cases, masies, esglésies, etc).

El terme de Poboleda es vertebra al voltant del riu de Siurana i tot un seguit de barrancs que en són afluents. El límit nord és bastant arbitrari: tot i que va a buscar algunes carenes i cims com a punts referencials, el termenal passa en alguns trossos en línia recta, sense respectar capçaleres de valls ni cap altra mena de relleu. La resta de límits sí que van seguint en certa manera cims i carenes, de manera que queden dins del terme de Poboleda algunes valls completes.
El punt més alt del terme, a l'extrem nord, és el cim de la Nevera, que assoleix els 682 m. D'aquí va baixant en les dues direccions. Seguint cap a llevant, passa pel Coll de la Inglesa, de 449 m, just al nord del poble, va a trobar el camí de la Morera, als 440 m, i es torna a enfilar fins als 558 m, a la zona de Collbeix. Travessa la vall subsidiària del barranc de Sant Blai, i es torna a enfilar, a prop de lo Coll de Conill, fins als 541 m. Llavors trenca cap al sud i puja al Tossal d'en Bou, de 506 m.
Del Tossal del Bou, que es troba a llevant del poble de Poboleda, una carena que va a buscar la vall del riu de Siurana marca el terme: en aquest punt el riu discorre a uns 340 m d'altitud. Sempre cap al sud, el terme segueix una línia força arbitrària, sense ser definit ni per cap carena ni per cap barranc, per a enfilar-se fins al Coll de les Marrades, que és a uns 530 m.
Del Coll de les Marrades cap a ponent, el terme sí que va a cercar, aproximadament, una carena: 679 m alt., 734 al capdamunt de la Serra de l'Alari, 656, 668 a la Pedra del Terme, i 671. Des d'aquest darrer cim el terme ja emprèn la direcció nord-oest i comença a baixar per anar a trobar altre cop la vall del Siurana. Baixa per les Estosses cap al Coll de Poboleda: 644 m alt., 627, 594, 487, 523 (el Coll de Poboleda). D'aquest indret fa una giragonsa cap a ponent, per tornar cap al nord-oest i baixar cap al Siurana: 547 a la Roca de l'Eloi, i davallant per un coster i un barranc fins als 279 m alt. on es troba la llera del riu de Siurana.
Un cop travessat el riu, el termenal sí que agafa un relleu natural: una carena que des del mateix meandre del riu on es troba el Mas d'en Doix, s'enfila cap al nord, torçant lleugerament cap al nord-est més endavant. Va ascendint mentre s'allunya del fons de la vall: 328 m alt. al turó que conforma el meandre del riu, 432,5 a los Castellets, 468 a prop de les Salanques, 474 en el punt més elevat d'aquesta carena, i 544 al Coll de la Creueta. D'aquí el terme talla en línia recta cap a la Nevera, ja esmentada, abandonant la carena, que queda més al nord i ja tota en terme de la Morera de Montsant. A l'interior del terme hi ha alguns turons destacats, però tots són la cua d'una serreta o carena que davalla dels cims que acabem d'esmentar.
Ja hem dit que el riu de Siurana és l'eix vertebrador del terme de Poboleda. Per nord, i de llevant a ponent, li aflueixen el barranc de les Foreses, el de Sant Blai o de la Morera, que ve del barranc del Mas del Racó (en terme de la Morera de Montsant), el de les Salanques... Pel sud, seguint el mateix ordre, trobem el barranc de les Esplugues, el de Comadecases, i tot de barrancs de curt recorregut el nom dels quals només deu quedar en la memòria dels més grans del poble.

## Comunicacions
Poboleda té un únic nucli de població, sobretot des dels anys en què els masos dispersos es van anar abandonant. Només travessa el terme de Poboleda una carretera: la T-702 (C-242 a Cornudella de Montsant-la Vilella Baixa). També el travessa, i bastant paral·lel a la carretera esmentada, el GR-174 (el Sender del Priorat).

## Demografia
| 1497 f | 1515 f | 1553 f | 1717 | 1787  | 1857  | 1877  | 1887  | 1900  | 1910 |
| ------ | ------ | ------ | ---- | ----- | ----- | ----- | ----- | ----- | ---- |
| 39     | 44     | 55     | 238  | 1.423 | 1.881 | 1.747 | 1.820 | 1.112 | 823  |

| 1920 | 1930 | 1940 | 1950 | 1960 | 1970 | 1981 | 1990 | 1992 | 1994 |
| ---- | ---- | ---- | ---- | ---- | ---- | ---- | ---- | ---- | ---- |
| 811  | 672  | 608  | 548  | 554  | 461  | 398  | 368  | 370  | 370  |

| 1996 | 1998 | 2000 | 2002 | 2004 | 2006 | 2008 | 2010 | 2012 | 2014 |
| ---- | ---- | ---- | ---- | ---- | ---- | ---- | ---- | ---- | ---- |
| 336  | 335  | 335  | 326  | 334  | 353  | 369  | 382  | 370  | 361  |

| 2016 | 2018 | 2020 | 2022 | 2024 | 2026 | 2028 | 2030 | 2032 | 2034 |
| ---- | ---- | ---- | ---- | ---- | ---- | ---- | ---- | ---- | ---- |
| 374  | 335  | 321  | 327  | 334  | -    | -    | -    | -    | -    |

## Llocs d'interès
- Sant Pere de Poboleda

## Fills il·lustres
- Benet Viñes Martorell (Poboleda, 1837 - l'Havana, 1893) va néixer al carrer Major núm. 27 de la vila, aleshores un petit poble de la comarca del Priorat, l'activitat econòmica del qual era, bàsicament, l'agricultura de secà. Segons explicava el mateix Benet Viñes molts anys més endavant, el seu pare, Carles Viñes, propietari i probablement pagès gras, sovint era consultat pels seus conciutadans sobre els canvis meteorològics imminents. Sacerdot de la Companyia de Jesús, va ser un científic altruista que, destinat a l'Havana, va establir els mètodes per al pronòstic de ciclons; les seves prediccions estalviaren moltes pèrdues materials i humanes. Les seves obres l'hi atorgaren el reconeixement de la comunitat científica internacional. Aquestes lleis formulades pel pare Viñes van ser imprescindibles per a fer pronòstics al Carib fins a la dècada dels quaranta del segle xx, moment en què foren perfeccionades. Ja abans d'enunciar les Lleis Viñes, en 1888, un dels més influents meteoròlegs dels Estats Units d'Amèrica va proposar anomenar "viñesas" els huracans. És l'únic espanyol esmentat al magne Compendium of Meteorology (1950) de l'American Metereological Society. Fill il·lustre de la seva vila natal, consta inscrit al Panteó de Cubans Il·lustres i científics dels Estats Units d'Amèrica el recorden amb afecte.